# Zlín Z-XII
Zlín Z-XII là một loại máy bay huấn luyện/thể thao hai chỗ của Tiệp Khắc, do hãng Zlínská Letecká Akciová Spolecnost (Zlín) thiết kế chế tạo.

## Biến thể
Z-XII
Z-212

## Quốc gia sử dụng

### Dân sự
- Tiệp Khắc
- Egypt
- Pháp
- Italy
- Romania
- South Africa
- United States
- Nam Tư

### Quân sự
Tiệp Khắc
- Không quân Tiệp Khắc

 Germany
- Luftwaffe

 Slovak Republic
- Slovenské vzdušné zbrane

 Anh Quốc
 Kingdom of Yugoslavia
- Không quân Hoàng gia Nam Tư

## Tính năng kỹ chiến thuật (Z-XII)
Đặc điểm tổng quát
- Kíp lái: 2
- Chiều dài: 7,80 m (25,59 ft)
- Sải cánh: 10 m (33 ft)
- Chiều cao:  ()
- Diện tích cánh: 12 m² ()
- Trọng lượng rỗng: 290 kg (639 lbs)
- Trọng lượng có tải: 520 kg (1.146,40 lbs)
- Động cơ: 1 ×  Zlin Persy II, 45 kW (61PS, 60hp)

 Hiệu suất bay 
- Vận tốc cực đại: 155 km/h (96 mph)
- Vận tốc hành trình: 135 km/h (84 mph)
- Tầm bay: 300 km (186 mi)
- Trần bay: 3.800 m (12.467 ft)
- Vận tốc lên cao: 3 phút lên độ cao 270 m ()